# Thecla baeton
Thecla baeton är en fjärilsart som beskrevs av Jan Sepp 1848. Thecla baeton ingår i släktet Thecla och familjen juvelvingar. Inga underarter finns listade i Catalogue of Life.